# ビルマ料理

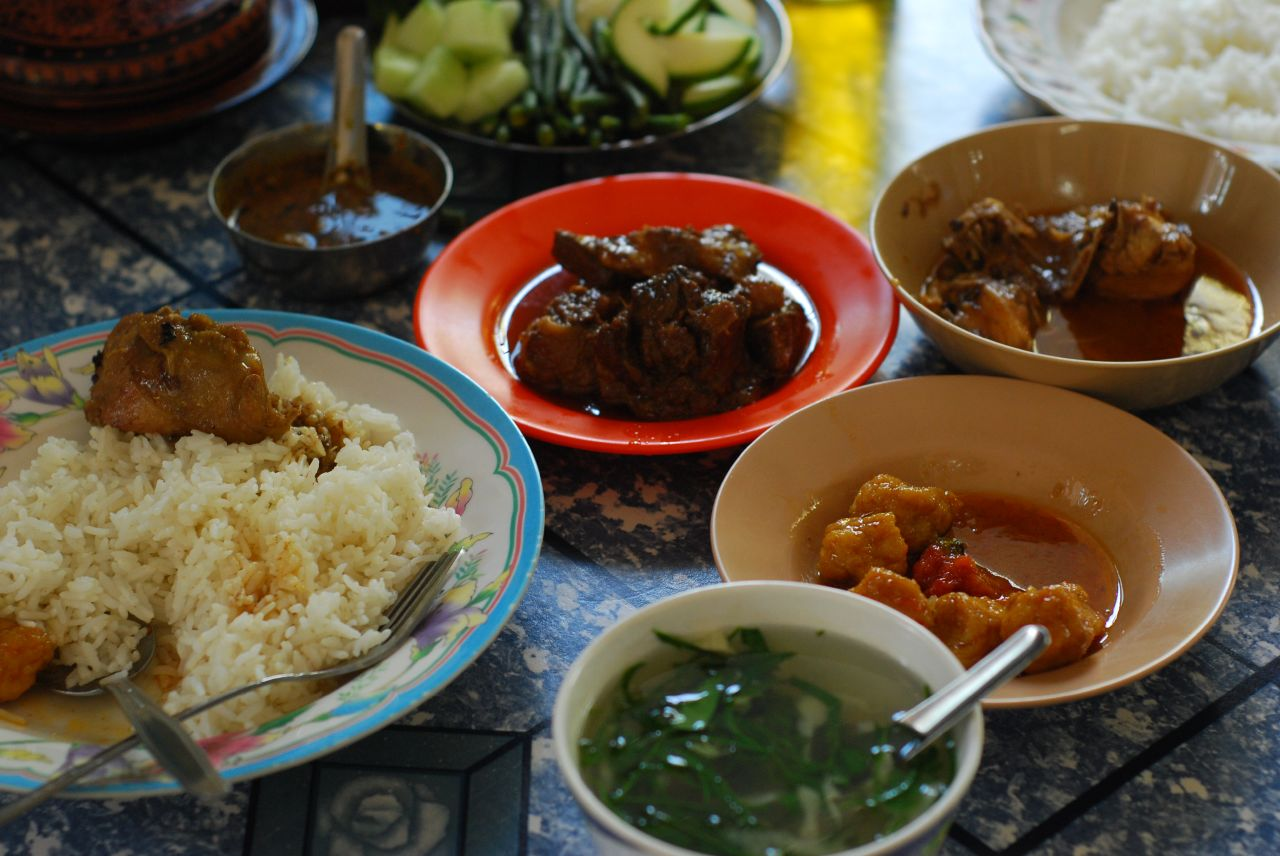
ビルマの食卓の例

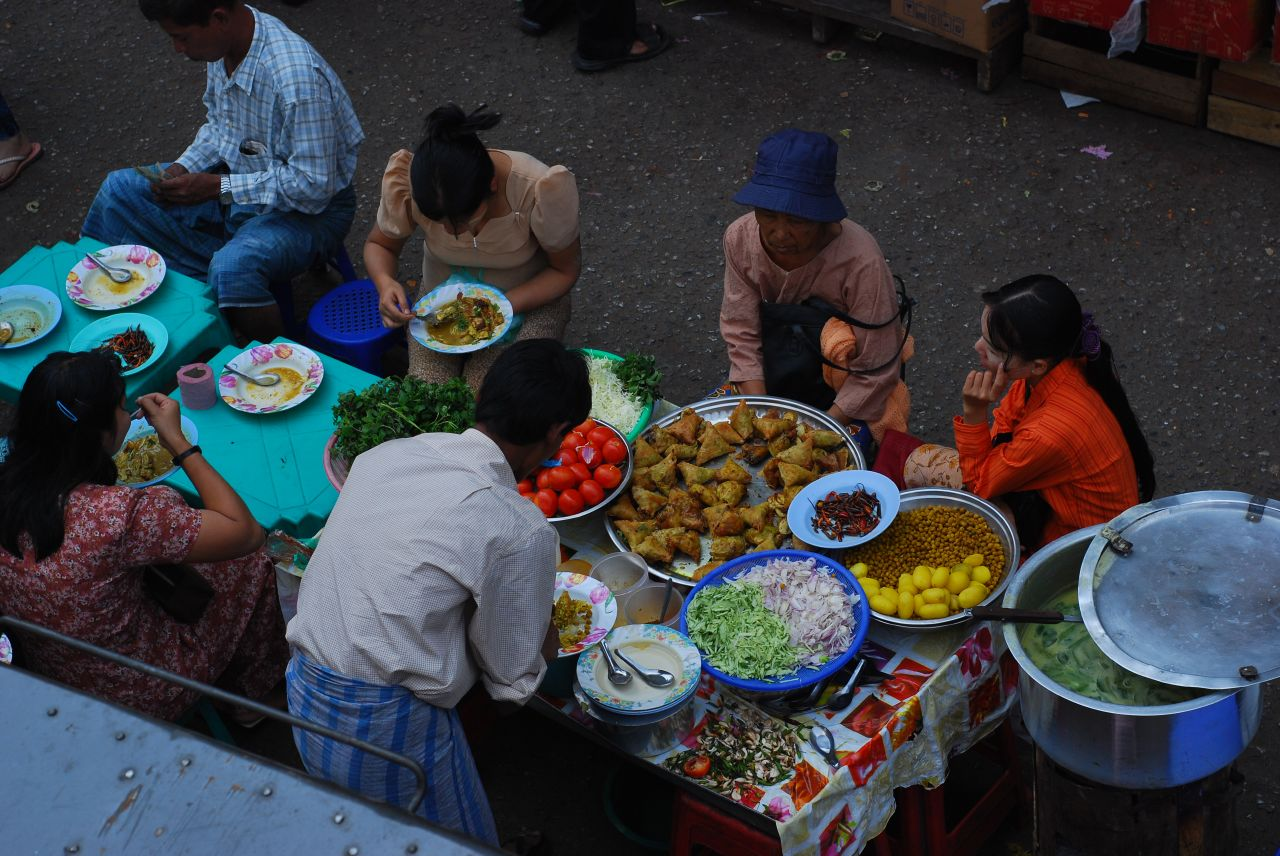
ヤンゴンの野外の喫茶店

ビルマ料理（ビルマりょうり）またはミャンマー料理（ミャンマーりょうり）は、東南アジアのミャンマー（旧称ビルマ）で食べられている郷土料理である。スパイスの使用が比較的抑えられている点と、油を多用する点に特徴がある。ここでは、ミャンマーの多数派民族であるビルマ族の食文化を中心に、ミャンマー（ビルマ）の食文化について解説する。

## 主食と副菜

### 主食

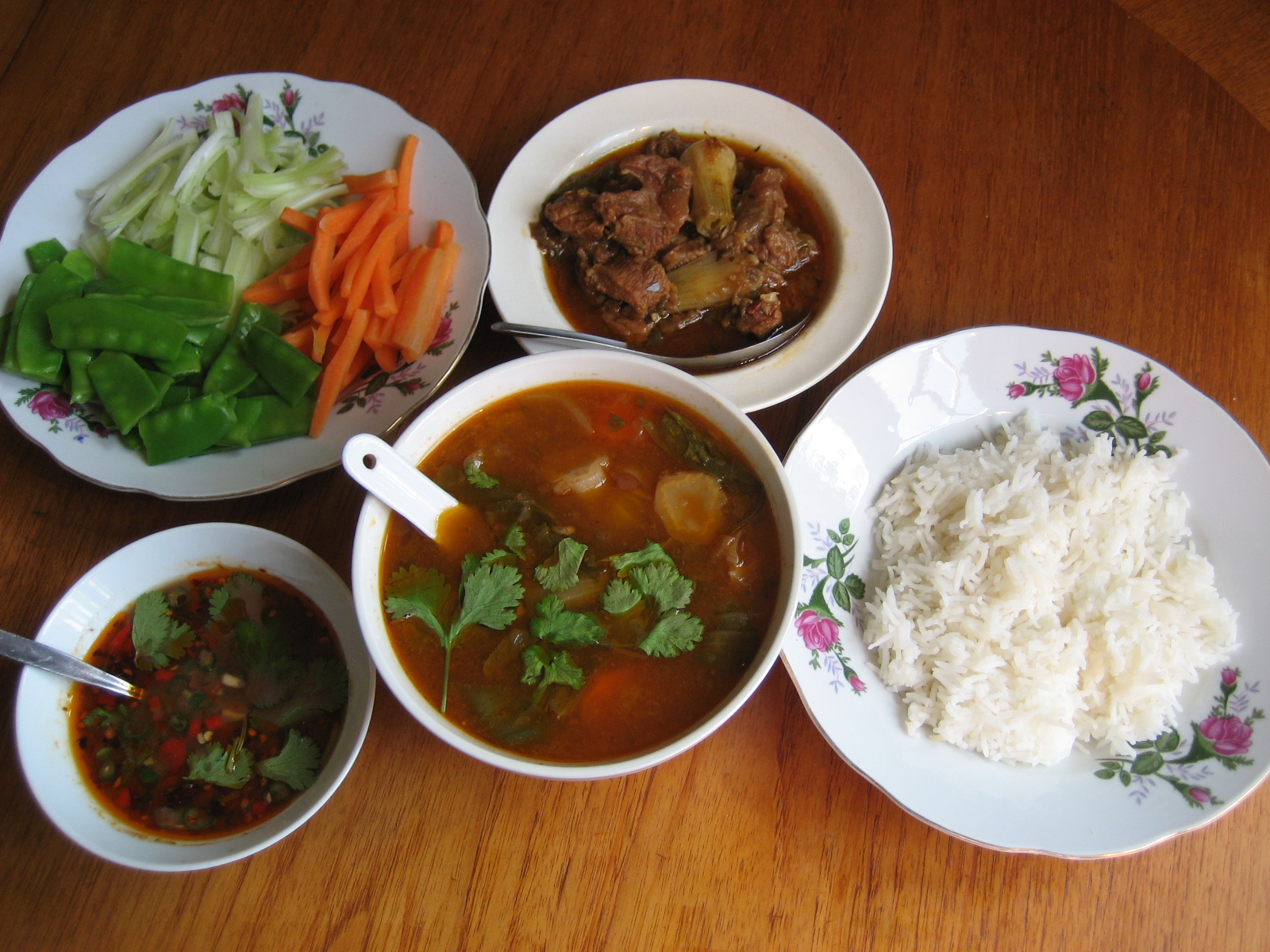
ビルマの典型的なヒンと野菜とご飯の食事

米（ပေါင်းဆန်）が主食に据えられ、1,2種類の副菜を添えて大量の米を食べるのが基本的なビルマ族の食事スタイルである。後述するシャン米、もち米も食べられているが、ミャンマーの食卓にはインディカ種のうるち米が上ることが多い。都市部では朝食を外食で済ませることも珍しくなく、屋台や軽食堂では米以外にモヒンガー（မုန့်ဟင်းခါး）、オンノ・カウスェー（အုန်းနို့ခေါက်ဆွဲ）といった麺類、ナン（နံပြား）に油条（အီကြာ‌ကွေး）といったインド系や中華系の軽食も食べられている。一方昼食と夕食には米が欠かせず、米と副菜を一緒に食べるのが一般的なミャンマーの食卓のスタイルである。

### 副菜
副菜は、日本では便宜上カレーと称されることもある「ヒン」（ဟင်း）という煮込み料理が中心であり、ヒンは「おかず」「副菜」の同義語としても使われる。タマネギ（トマトが加わる場合もある）をベースとして煮込み、具はブタ、ウシ、ヒツジ、ニワトリの正肉と内臓、魚介類、野菜であり、調味料は具に応じて使い分けられる。その種類は煮込み時間によって、水気の多いシーレー・イェーレー、水気が無くなるまで煮込んだシービャン（スィービャン）の2つに大別される。どちらも多量の油を使って青トウガラシを多用しない点に特徴があり、スパイスの種類は限られる。食材の風味とエキスを含んだ油が美味とされ、具とともに油も食される。インド風のヒンは「カラーヒン」（ကုလားဟင်း）と呼ばれ、スパイスの種類が多いのが特徴である。ミャンマー内での健康に対する関心の高まりから油の使用を抑える傾向もあるが、なお多くの油が料理に使われている。
油分の多いヒンに対してスープや和え物には野菜が多く使われ、淡白な味付けの料理が多い。
富裕層では朝昼夜の三食で様々な種類の副菜が米に添えられる。中流層では朝は一菜、昼は一汁二菜、夕食は二菜となり、農民は三食全て一菜という構成が常態となっている。

## 食材と調味料

### 食材
食材にはヒラマメ、インゲンマメ、ヒヨコマメなどの豆が頻繁に用いられ、他の東南アジアの国に比べて種類と調理法が豊富である。ヒンの調理において、油でスパイスを炒める点が他の東南アジア大陸部の国で食べられる「カレー」の調理法と異なり、むしろ豆の使用頻度とカレーの調理法同様インド料理と共通するが、使われるスパイスの種類はインド料理よりも少ない。ビルマ風豆腐などの豆腐がミャンマーではよく食べられ、ヒヨコマメから作られることもあり、ターメリックで黄色く着色した豆腐、厚揚げのように調理された豆腐も料理に使われる。ローゼルを「チンバウン」（ချဉ်ပေါင်）といい、その葉を炒め物（ジョー）やスープにする。様々な太さや形状のライスヌードルも使われる。
発酵させた茶葉（ラペッソー、လက်ဖက်စို）が食材（漬物）として使われる点は東南アジアでも珍しい。ビルマには「肉は豚、果物はマンゴー、葉は茶」という言葉があり、ビルマにおいて茶は葉菜を代表する食材とされている。また、茶葉はシロップをかけて菓子としても食されている。タイ北部にも茶葉を食する習慣があり、かつては発酵させた茶葉を食後に味わっていたが、現在ではハイゴショウ（Piper sarmentosum）の葉でショウガなどを包んだミアン（เมี่ยง、en）が食べ茶の習慣に代わっている。

### 調味料
ビルマ料理では料理に塩味を付けるために魚醤（ငါးငံပြာရည်）と塩辛（ငပိ）が使われるが、その種類は3つに大別される。塩辛のペーストであるンガピ（ငပိ）、魚を原型のまま加工したンガピガウン、魚醤のンガピーイェーである。ンガピを加工したンガピジョーという、ふりかけに似たそぼろ状の副食も作られる。この魚醤はビルマ族伝統の食文化ではなく、彼らがモン族、ピュー族など9世紀以前に上ビルマに居住していた先住民族から取り入れた食文化だと考えられている。また、かつては魚醤の素材は淡水魚が主であったが、19世紀以降ビルマ族による下ビルマの開発が進むにつれて海水魚による魚醤が作られるようになり、1956年より本格的な海水魚の魚醤の生産が国営の工場によって開始された。
ニンニク、タマネギを炒める際に使用された油「スィー・ジェッ」は、広い用途のある調味料として有名である。甘味料としてサトウキビの砂糖やパームヤシから作られるパームシュガー（ထန်းလျက်）、そして酸味をタマリンド（မန်ကျည်း）や柑橘類で付けるが、この点は他の東南アジア諸国と共通する。

## 民族性
多民族国家であるミャンマーには、民族ならではの料理も多く存在する。
上ビルマのマンダレーでは幅の広い麺にスープをかけた「マンダレー・モンティー」、麺に辛めのたれを絡めて食べる「マンダレー・ミーシャイ」が名物となっている。東部にあるシャン州山間部の盆地に多く住むタイ系のシャン族の間では、納豆に似た大豆の発酵食品や、ミャンマー語で「ガチン」（ငါးချဉ်）などと呼ばれるなれずしが食べられている。また、シャン州では東南アジアでは珍しいジャポニカ種であるシャン米が栽培されている点で、インディカ米が主流の他の地域と異なる。シャン族の食文化はミャンマー内で広く浸透しており、ミャンマーにはシャン州出身者が経営する料理店が多く存在する。山岳部に住む民族はトウモロコシ、雑穀、陸稲を主食とし、魚を取ることが困難である立地上魚醤を料理に用いることは少ない。彼らは動物の肉のなれずし、鱠と似た料理を食べ、塩にトウガラシ、山菜類を調味料やスパイスとして使用している。シャン州北部の山岳地帯に居住するパラウン族の料理はビルマ族とは反対に油をほとんど使わず、調理法と料理にはシャン族の影響が見られる。
他方、モン族などのビルマの先住民族は食文化については、ビルマ族との間にそれほどの違いは無い。

## 代表的な料理

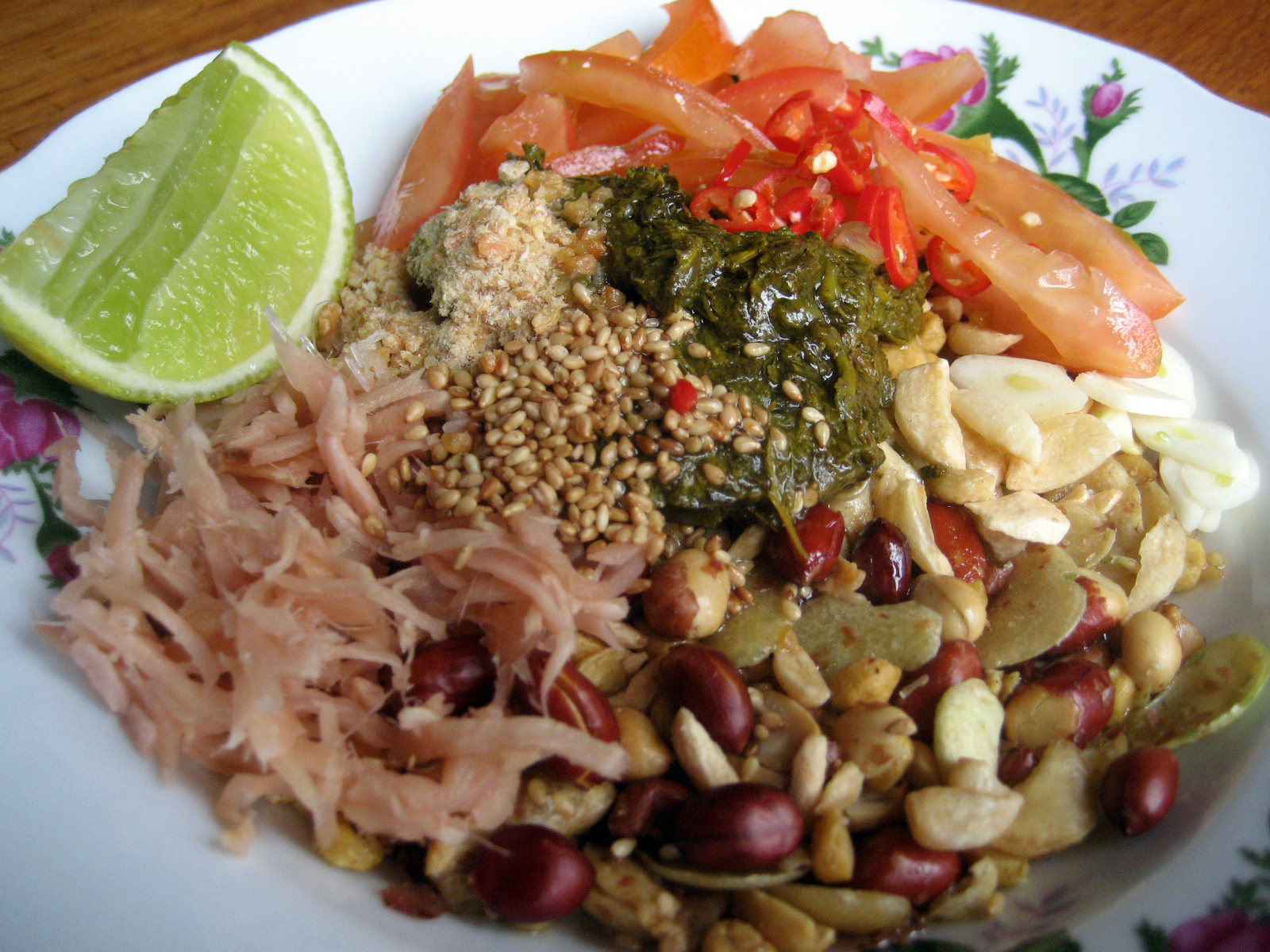
ラペットウッ（お茶の葉のサラダ）

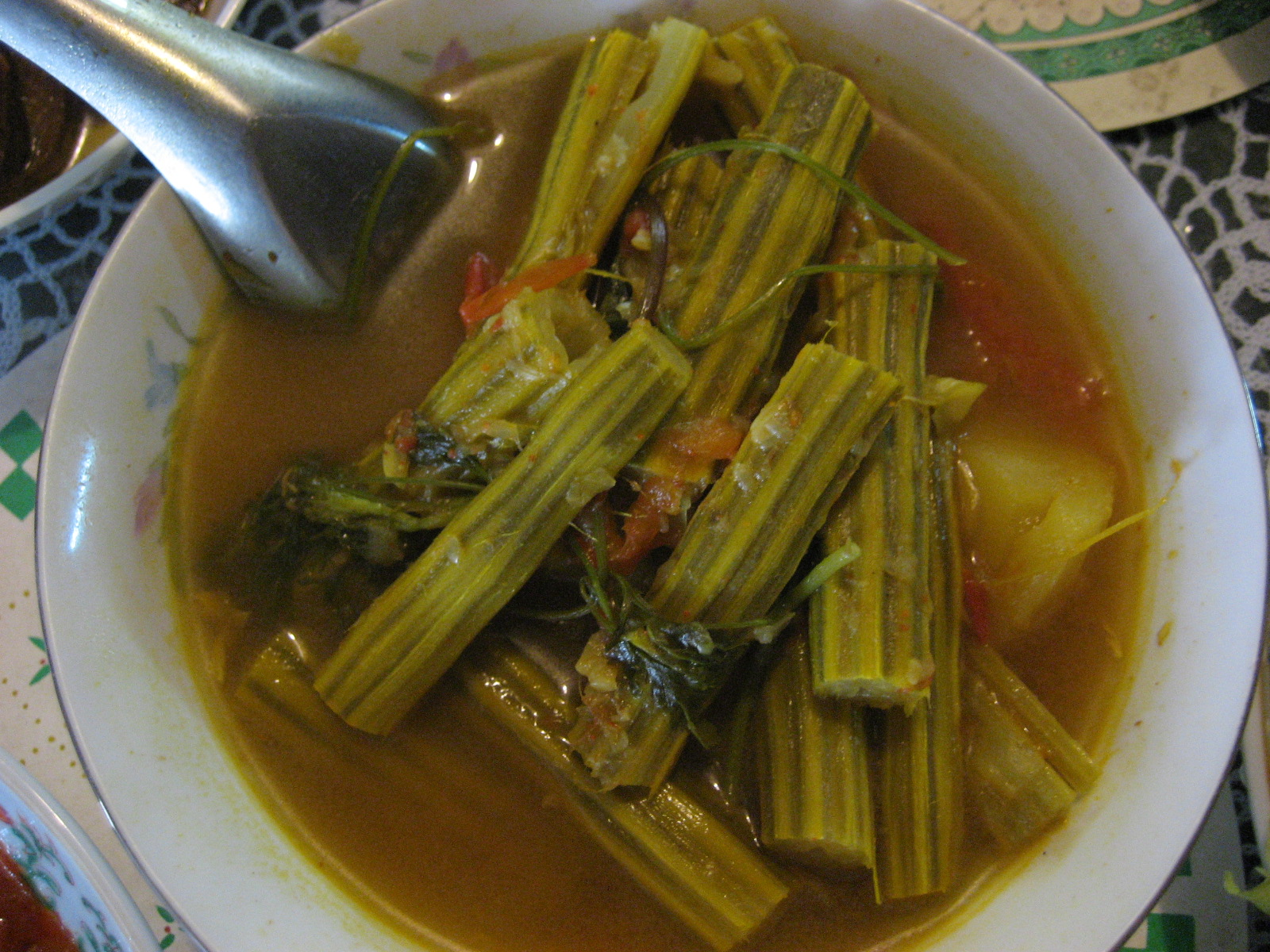
ワサビノキの実のチンイエー

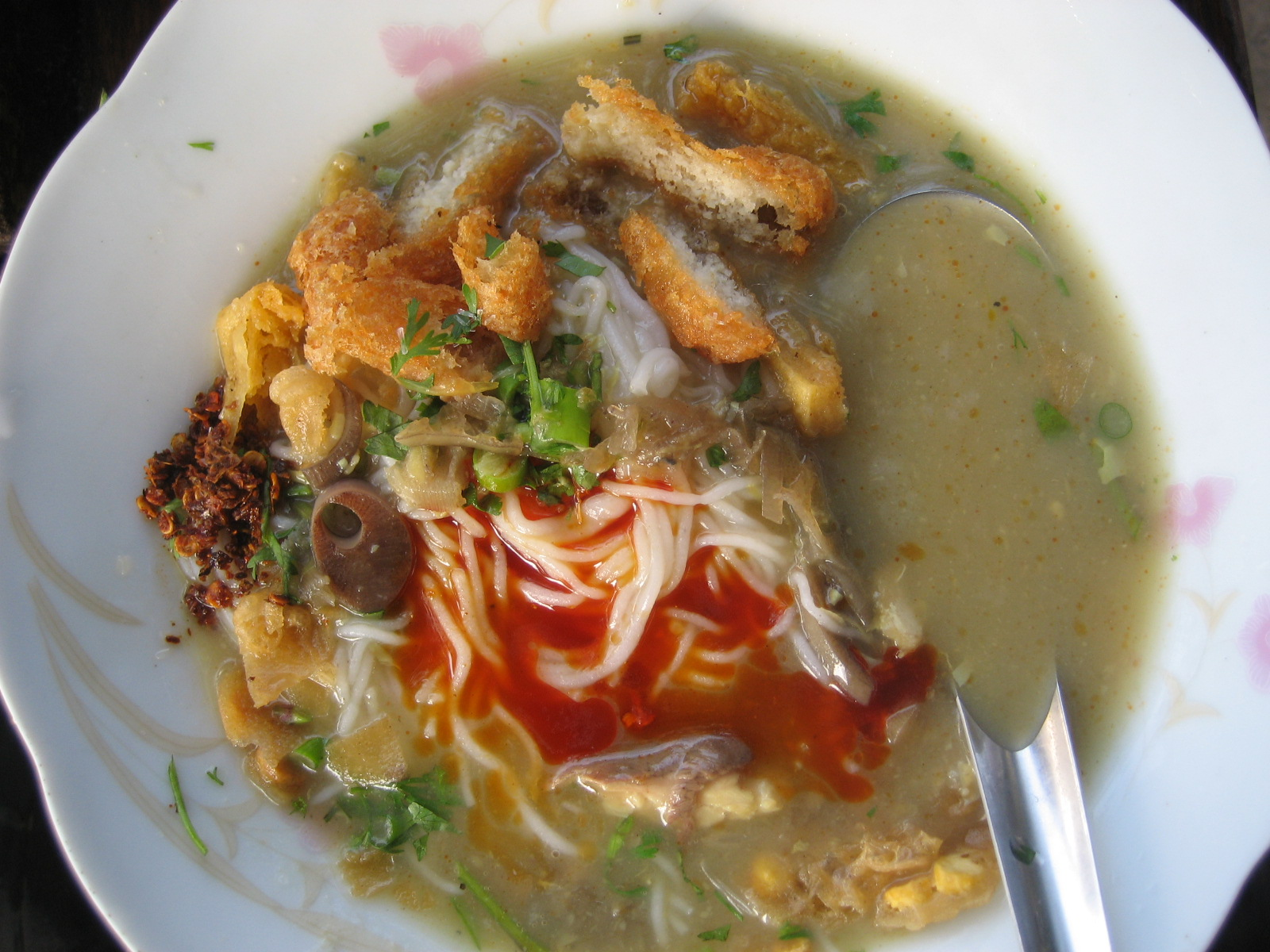
モヒンガー

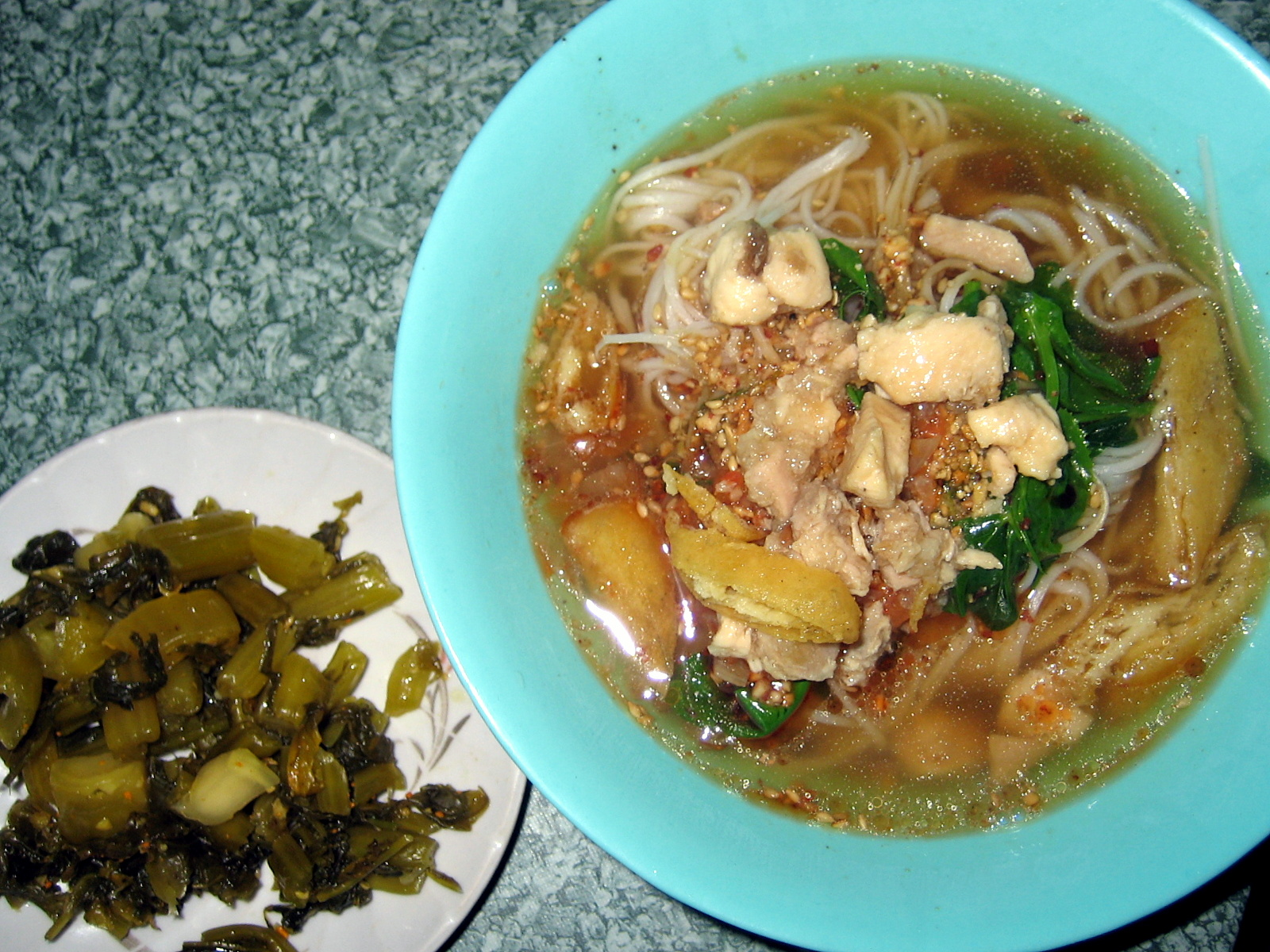
シャン・カウスェー

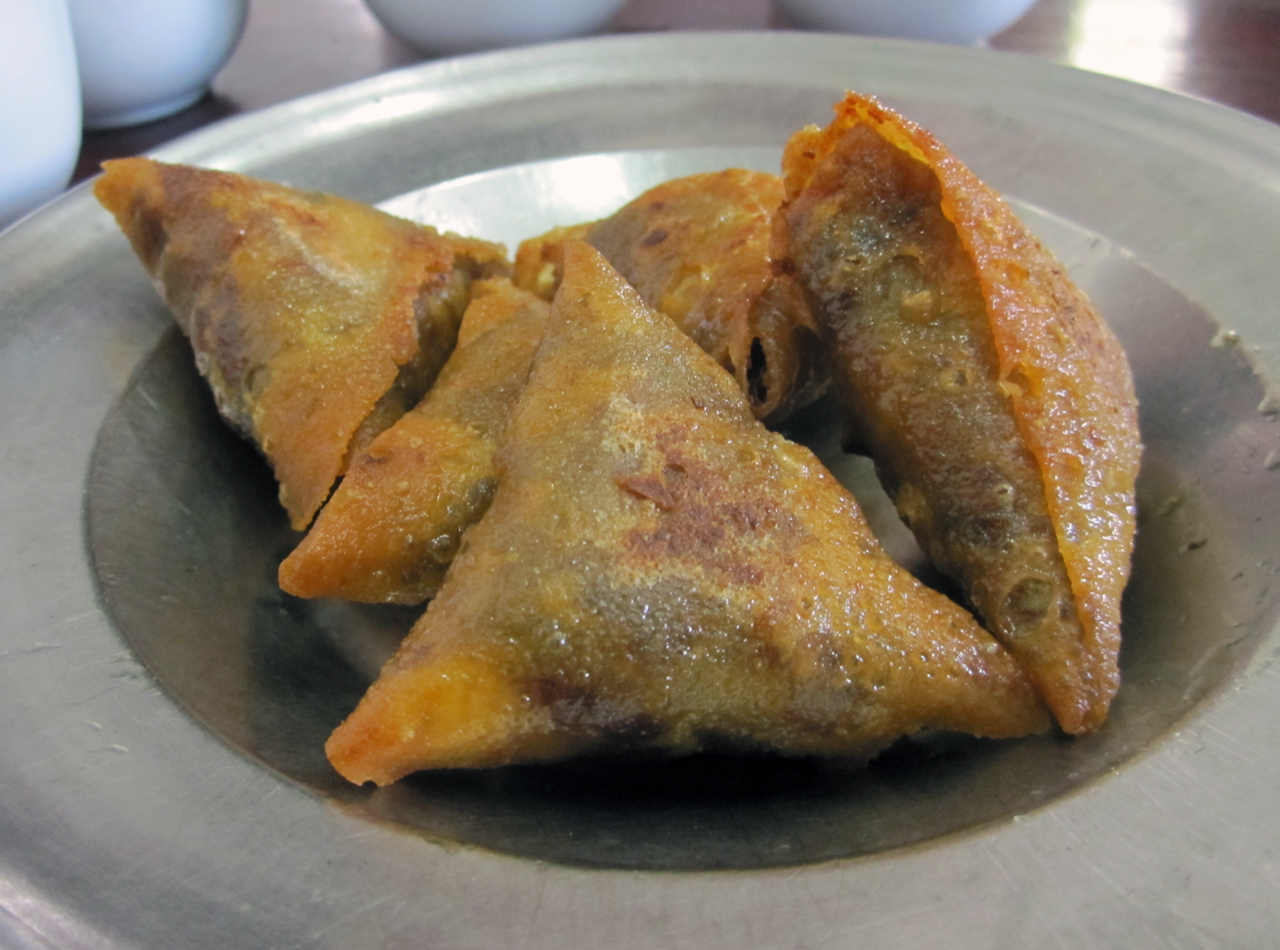
サムサ（サモサ）

### ヒン（煮込み）
- アメーダーヒン（အမဲသားဟင်း）- 牛肉のヒン。
- ウェッターヒン（ဝက်သားဟင်း）- 豚肉のヒン。
- チェッターヒン（ကြက်သားဟင်း）- 鶏肉のヒン。
- セイッターヒン（ဆိတ်သားဟင်း）- ヤギ肉のヒン。ミャンマーではヤギ肉が食材として使用される頻度が東南アジア大陸部の他国に比べて高い[14]。
- ンガーヒン（ငါးဟင်း） - 魚のヒン。淡水魚が主である[21]。海水魚のヒンとしてマナガツオを煮た「ンガーモッヒン」などが存在する。

### アトウッ（サラダ、和え物）
- タイェッティートウッ（သရက်သီးသုပ်）- 熟していないマンゴーのサラダ。
- ンガーぺートウッ（en）- 魚のすり身の揚げ物（日本料理でいうところのさつま揚げに近い[22]）の和え物。
- チェッターヂョートウッ（ကြက်သားကြော်သုပ်）- 揚げた鶏肉と野菜の和え物。
- ラペットウッ（လက်ဖက်သုပ်）- 発酵させた茶葉の和え物。味付けにはニンニク、トウガラシ、ライム、油などが使われ、茶葉を干しエビや揚げ豆、キャベツ、トマトなどと和える。

### スープ
ビルマ語でスープは「アイェー」と呼ばれる。タイ料理とは対照的に強烈な刺激に訴えかけない点、スープの出汁に淡水魚を使う点に特徴がある。
- チンイェー（ချဉ်ရည်）- 具が多く、タマリンドなどで酸味を出したスープ。
- ヒンジョー（ဟင်းချို）- チンイエーと異なり、スープ自体にしっかりとした味付けがされている[23]。
- ヒンガー（ဟင်းခါး）- 胡椒を効かせたスープ。

### 漬物
- チンバッ（ချဉ်ဖတ်）- 重湯や米のとぎ汁に塩を加えたものを数日放置し、酸味が加わった液に青菜、モヤシなどの野菜を漬け込んで作る漬物[6]。

### 麺類
- モヒンガー（မုန့်ဟင်းခါး）- ナマズ系のスープをかけた、押し出しの米麺（ライスヌードル）。
- オンノ・カウスェー（အုန်းနို့ခေါက်ဆွဲ）- 小麦麺を炒め、魚醤で味付けしたココナッツミルクのスープをかけた料理。タイ王国北部、ラオスの一部に「カオソーイ」という類似した料理が存在する[24]。
- シャン・カウスェー（ရှမ်းခေါက်ဆွဲ）- シャン族風の麺料理、具材にはトマトと鶏肉が使われる[3]。
- シュエタウン・カウスェー（ရွှေတောင်ခေါက်ဆွဲ）- 小麦麺の和え物。
- カッチーカイ(ကတ်ကြေးကိုက်) - 辛味のある焼きそば料理。

### 米料理
- ダンバウ （ဒန်ပေါက် ）- インド料理のビリヤニに相当する、多様なスパイスと鶏肉を炊き込んだ料理。
- タミンヂョー（ထမင်းကြော် ）- 中華風炒飯。

### パン類
- ナンビャー（နံပြား ） - インド式のナン。
- パラーター（ပလာတာ） - エンドウのもやし、挽肉、砂糖とココナッツミルクなどを薄くのばして焼いたものもある。

### 菓子
- サヌインマキン(ဆနွင်းမကင်း)